# Leptotarsus hackeri
Leptotarsus hackeri är en tvåvingeart som först beskrevs av Alexander 1920.  Leptotarsus hackeri ingår i släktet Leptotarsus och familjen storharkrankar. Inga underarter finns listade i Catalogue of Life.